# Ronan Lamy-Chappuis
Pour les articles homonymes, voir Lamy et Chappuis.
Ne doit pas être confondu avec Jason Lamy-Chappuis.
Ronan Lamy-Chappuis, né le 10 septembre 1993 à Lons-le-Saunier, est un sauteur à ski français, et représentant du club Bois d'Amont.

## Biographie
Son cousin est le champion olympique de combiné nordique français Jason Lamy-Chappuis.
Tous deux participent aux Jeux olympiques d'hiver de 2014 à Sotchi.
Roland, le grand-père de Ronan Lamy-Chappuis, a pratiqué le saut à ski dans les années 1950 et lui a transmis cette passion. À l'âge de 4 ans, il suit son grand frère Vivien sur le tremplin des Rousses. Sa pratique du saut à ski devient ensuite une passion.
Ronan Lamy-Chappuis fait ses études au collège des Rousses, ce qui lui permet de pratiquer son sport facilement, le Jura étant une terre de saut à ski.

## Parcours sportif

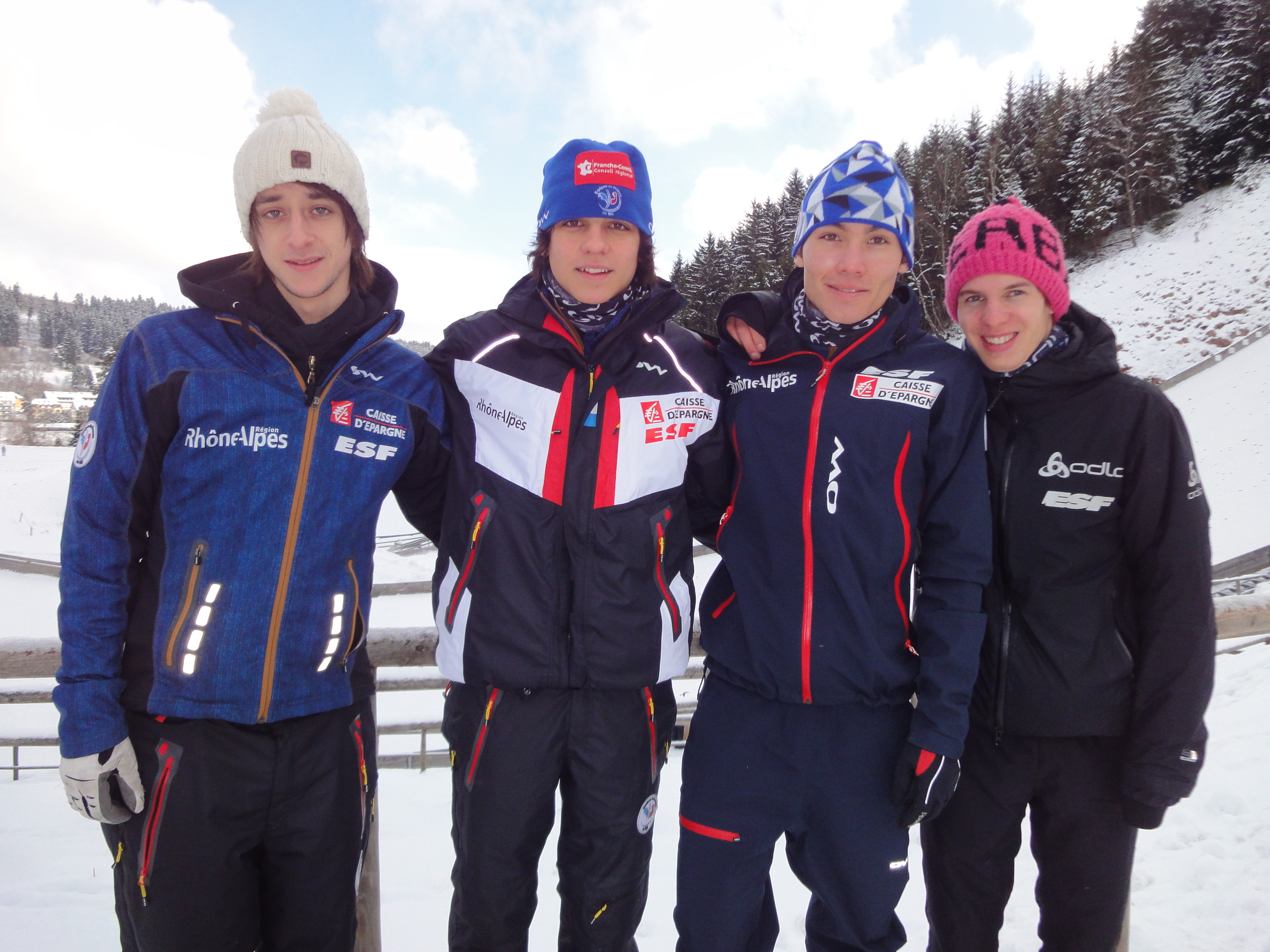
Ronan Lamy-Chappuis avec ses équipiers

Lors de ses débuts sur la scène internationale, le 20 janvier 2007, à Courchevel lors des compétitions juniors, il exécute les sauts de 76,0 m et 79,0 m sur le tremplin normal.
Ronan Lamy-Chappuis, qui saute pour la SC Bois d'Amont, fait ses débuts internationaux à l'âge de 13 ans. En janvier 2007, il effectue les compétitions FIS juniors à Courchevel, puis en février 2007 à Chaux-Neuve, et l'année suivante à Kranj en Slovénie puis à Pragela en Italie.
Il a fait ses débuts dans la Coupe des Alpes en octobre. Il ne réussit cependant pas à finir dans les points de ce concours.
Aux Championnats du monde junior 2009, il atteint la 49e place.
Aux Championnats du monde junior 2010 à Hinterzarten Ronan Lamy-Chappuis obtient une place de 28e en individuel, puis de 12e par équipe.
En juillet 2010, il marque ses premiers points en Coupe continentale à Courchevel (top 30).
Aux Championnats du monde junior 2011 à Otepää en Estonie, Ronan Lamy-Chappuis prend la 19e place en individuel, et la 9e. Une semaine plus tard, il marque des points en Coupe continentale aux deux concours de Brotterode.
Aux Championnats du monde junior 2012 à Erzurum en Turquie, il termine au 21e rang individuel, et à nouveau 9e avec son équipe.
À l'été 2012 à Klingenthal, en Coupe continentale, il réalise des résultats meilleurs avec des places de 9e puis 6e, puis gagne deux concours de Coupe OPA à Oberstdorf.
Aux Championnats du monde junior 2013 à Liberec, il atteint la dixième place dans la compétition individuelle, ainsi qu'avec ses coéquipiers dans l'épreuve par équipes. A même saison, lors des Championnats du monde sénior à Val di Fiemme, il fait partie de l'équipe mixte française terminant au cinquième rang.
Dans les championnats de France de saut à ski en 2013, Ronan Lamy-Chappuis remporte à Chaux-Neuve, la médaille d'argent dans la compétition individuelle ainsi que lors de la compétition par équipe, avec Jason Lamy-Chappuis, Samuel Guy et Théo Hannon la médaille d'or.
Pour sa première épreuve en Coupe du monde en 2012 à Lillehammer, avec ses équipiers Julia Clair, Coline Mattel et Emmanuel Chedal, il termine neuvième. À la qualification pour le concours individuel, il n'arrive que 47e. À Kuusamo il ne se qualifie pas non plus.
Il fait ses débuts individuels en Coupe du monde le 24 novembre 2013 à Klingenthal.
Après avoir obtenu son premier podium en Coupe continentale en janvier 2014 à Courchevel, il prend la 24e place et marque ses premiers points en Coupe du monde le 16 janvier à Wisła. Neuf jours plus tard, il améliore cette performance grâce à une onzième place au grand tremplin de Sapporo. Au mois de février 2014, il prend part aux Jeux olympiques de Sotchi, se classant 41e et 36e.
Aux Championnats du monde 2015, il se qualifie pour sa seule seconde manche en rendez-vous majeur, pour terminer 26e sur le concours en petit tremplin.
En 2016, son meilleur résultat dans la Coupe du monde est 23e à Nijni Taguil et 3e en Coupe continentale à Stams. Il ne marque aucun point en Coupe du monde la saison suivante.
Atteint de douleurs au dos, son état nécessite une intervention chirurgicale réalisée en mai 2017. Elles sont en fait dues à une tumeur à un os.
Il décide d'arrêter sa carrière en 2018.

## Carrière extra sportive
En parallèle à sa vie d'athlète, il rejoint le groupe SNCF, où il exerce la profession d'opérateur de voie. Il intègre le dispositif Athlètes SNCF fin 2015.
Il également amateur de surf.

### Jeux olympiques
| Épreuve / Édition | Sotchi 2014 |
| Petit tremplin    | 41e         |
| Grand tremplin    | 36e         |
| Par équipes       |             |

### Championnats du monde
| Épreuve / Édition  | Val di Fiemme 2013 | Falun 2015 |
| Petit tremplin     | -                  | 26e        |
| Grand tremplin     | -                  | 41e        |
| Par équipes mixtes | 5e                 | 8e         |

### Coupe du monde
- Meilleur classement général : 52e en 2016.
- Meilleur résultat individuel : 11e.

#### Différents classements en Coupe du monde
| Année     | Classement général final | 4 tremplins |
| 2013-2014 | 60e                      | 40e         |
| 2014-2015 | 69e                      | 47e         |
| 2015-2016 | 52e                      | 36e         |
| 2016-2017 | -                        | 60e         |

### Championnats de France
| Année | Lieu        | Compétition | Résultat |
| ----- | ----------- | ----------- | -------- |
| 2009  | Chaux-Neuve | Équipe      | Bronze   |
| 2010  | Les Rousses | Équipe      | Bronze   |
| 2011  | Chaux-Neuve | Individuel  | Bronze   |
| 2013  | Chaux-Neuve | Équipe      | Or       |
| 2013  | Chaux-Neuve | Individuel  | Argent   |
| 2018  | Prémanon    | Individuel  | Argent   |

### Coupe continentale
- 2 podiums.